# Ayacucho (Ayacucho)
Pour les articles homonymes, voir Ayacucho (homonymie).
Ayacucho est l'une des trois paroisses civiles de la municipalité d'Ayacucho dans l'État de Táchira au Venezuela. Sa capitale est San Juan de Colón.